# Pescăruș vestic
Pescărușul vestic (Larus occidentalis) este un pescăruș mare cu cap alb care trăiește pe coasta de vest a Americii de Nord și în Oceanul Pacific. Pescărușul vestic este răspândit din British Columbia, Canada, până în Baja California, Mexic. Acesta a fost considerat anterior conspecific cu Larus livens din Golful California.

## Descriere

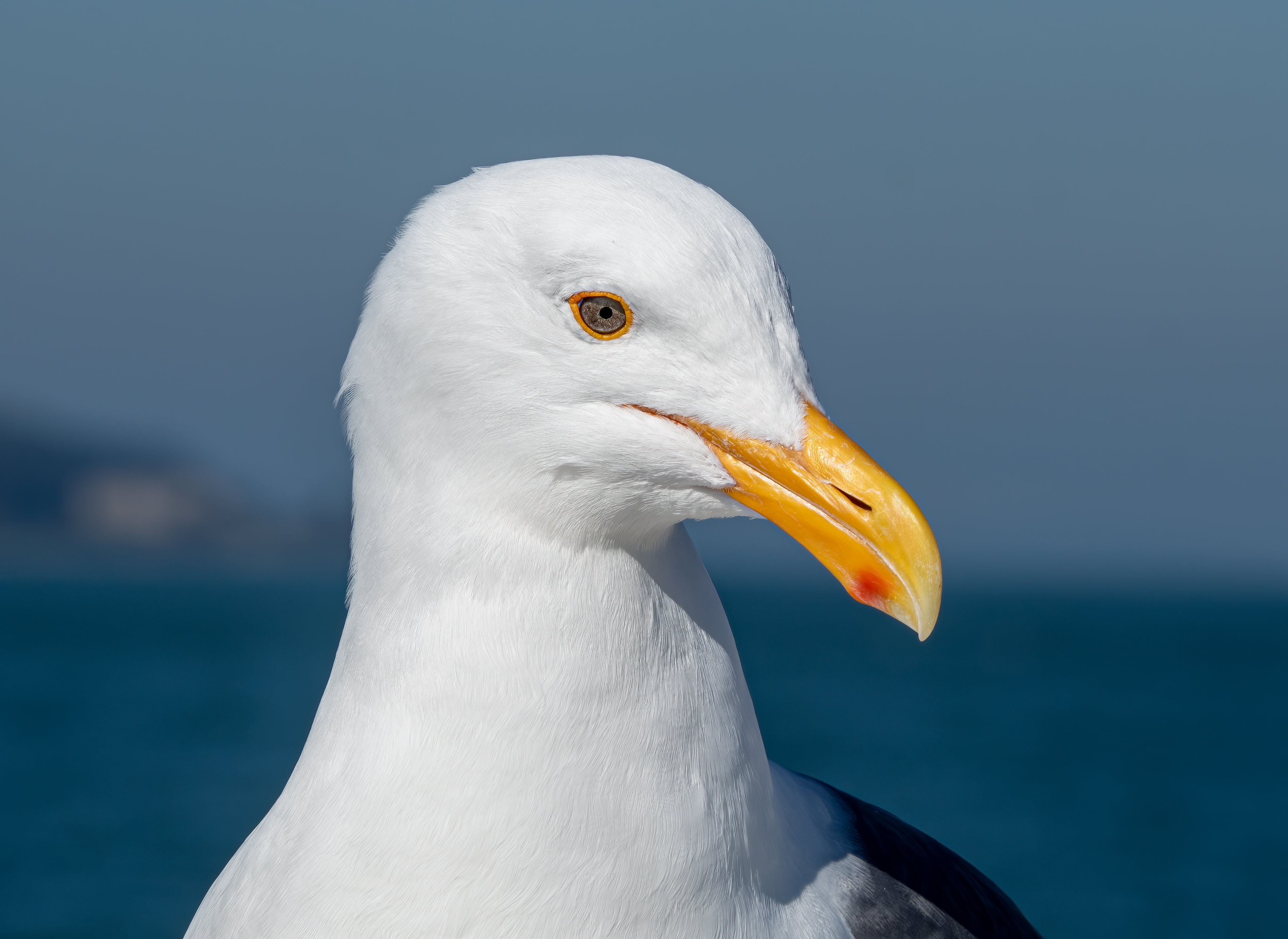
Detalii cap

Pescărușul vestic este un pescăruș mare care poate măsura între 55 și 68 cm lungime totală, între 130 și 144 cm de-a lungul aripilor și cântărește între 0,8 și 1,4 kg. Masa medie în cadrul unui studiu efectuat pe 48 de pescăruși din această specie a fost de 1,011 kg. Printre măsurătorile standard, coarda aripilor are între 38 și 44,8 cm, ciocul între 4,7 și 6,2 cm, iar tarsul între 5,8 și 7,5 cm.
Pescărușul vestic are capul și corpul albe, iar partea superioară sau mantaua este gri închis. Capul rămâne, în general, alb pe tot parcursul anului, iar în cazul populațiilor nordice, dungile sunt puțin sau deloc prezente. Are un cioc mare și bulbos, galben, cu o pată subterminală roșie (aceasta este mica pată de lângă capătul ciocului pe care puii o ciugulesc pentru a stimula hrănirea). Culoarea ochilor variază, fiind în medie galben pal în populațiile din sud și mai închisă în populațiile din nord. Seamănă foarte mult cu pescărușul cu spatele argintiu (Larus schistisagus) din Asia, dar această din urmă specie are ochii mai palizi și picioarele și orbitele ochilor mai roz. În nordul arealului său, formează o zonă hibridă cu ruda sa apropiată, pescărușul cu aripi cenușii (Larus glaucescens). Pescărușilor vestici le trebuie aproximativ patru ani pentru a ajunge la întregul lor penaj, stratul lor de pene și modelele și culorile de pe pene. 
Sunt recunoscute două subspecii, care se diferențiază prin culoarea mantalei și a ochilor. Subspecia nordică L. o. occidentalis se găsește între Washingtonul central și California centrală, are partea superioară gri închis. Subspecia sudică L. o. wymani se găsește între centrul și sudul Californiei, are o manta mai închisă la culoare (apropiindu-se de cea a pescărușului negru) și are ochii mai palizi în medie. wymani are o dezvoltare a penajului mai avansată decât occidentalis și, în general, atinge penajul de adult în al treilea an.

## Distribuție și habitat
Pescărușul vestic este rezident pe tot parcursul anului în California, Oregon, Baja California și sudul statului Washington. Este migrator, deplasându-se în nordul statului Washington, Columbia Britanică și Baja California Sur pentru a petrece sezonul non-reproducere.

## Galerie

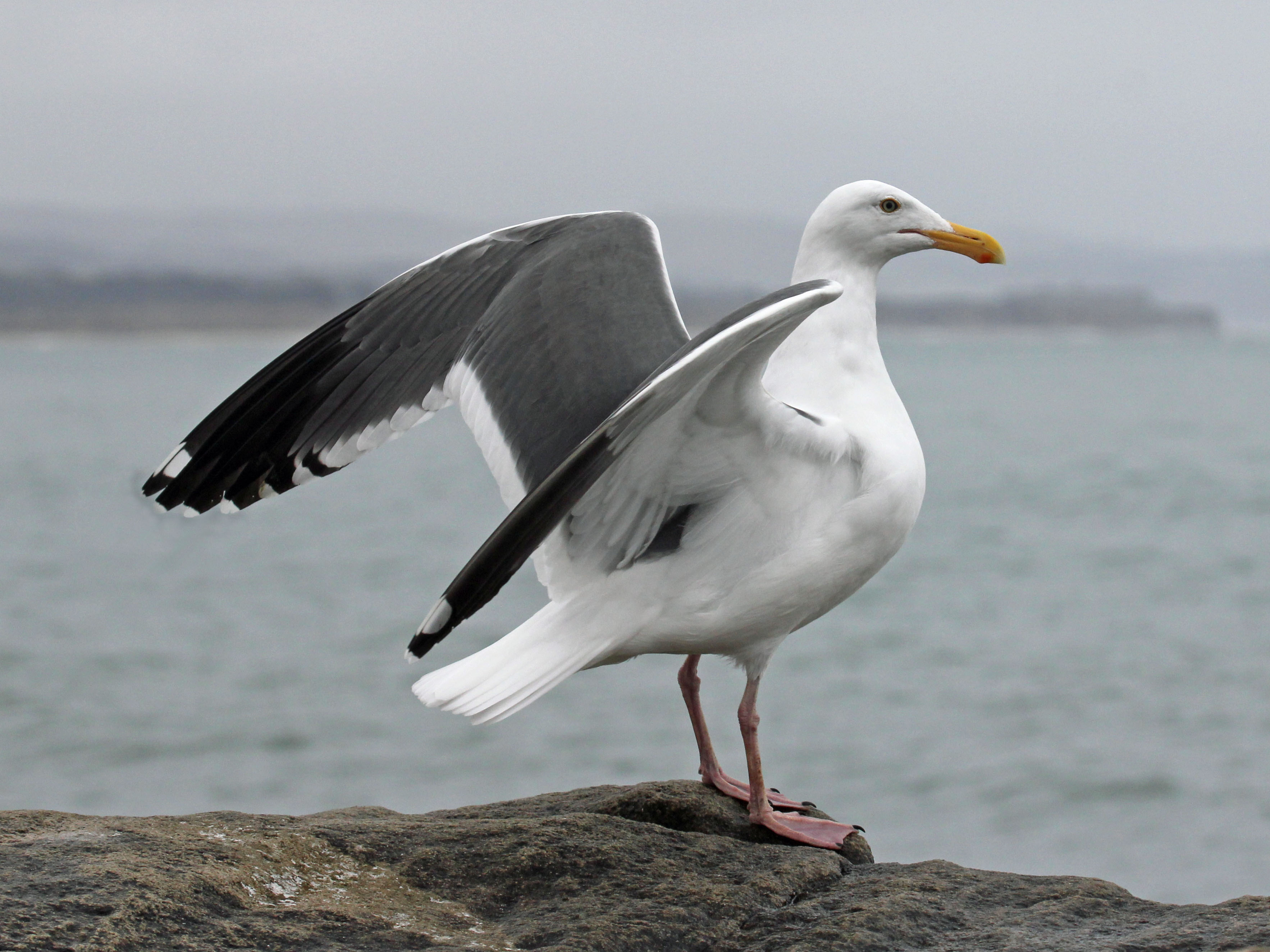
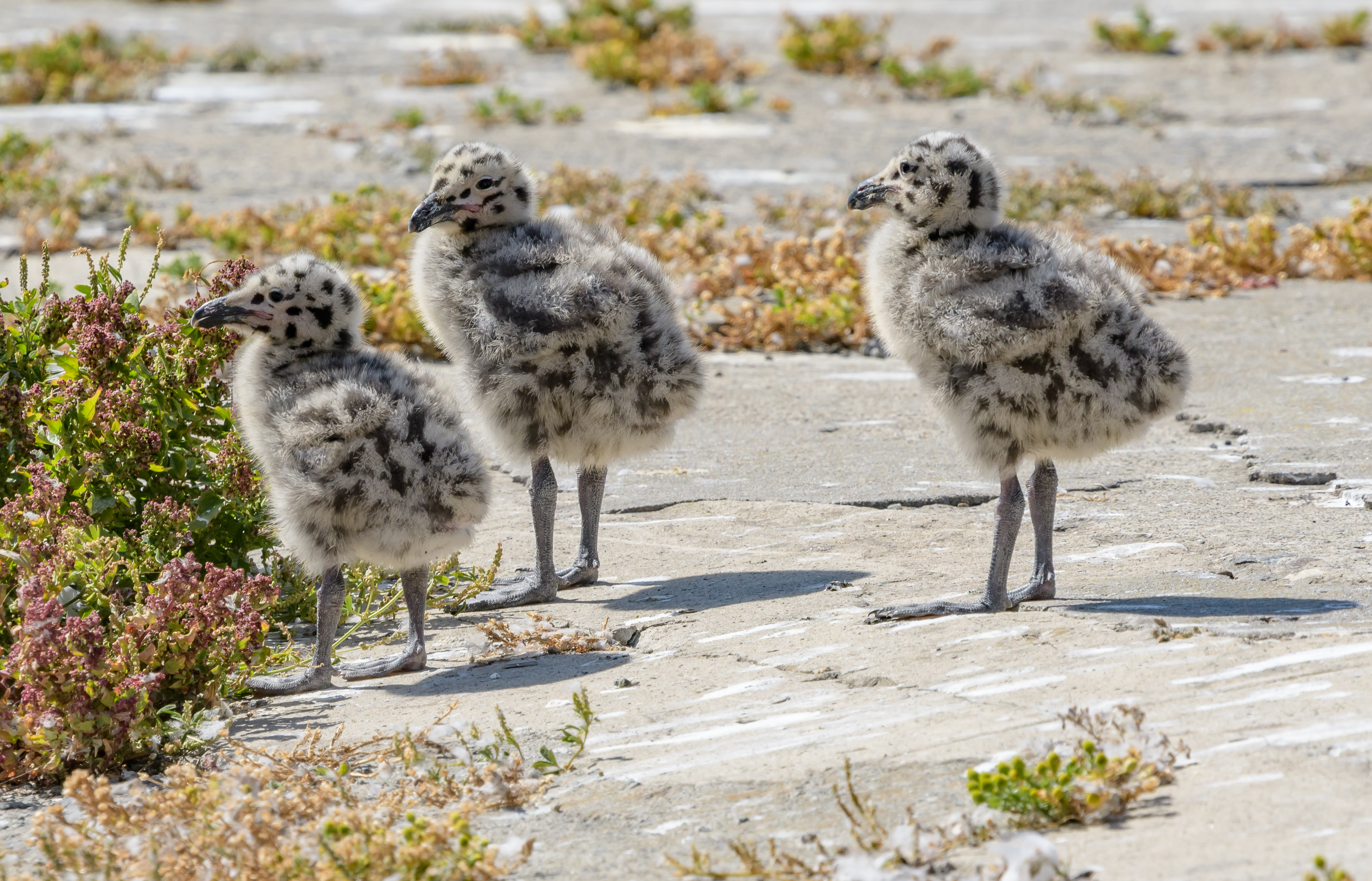
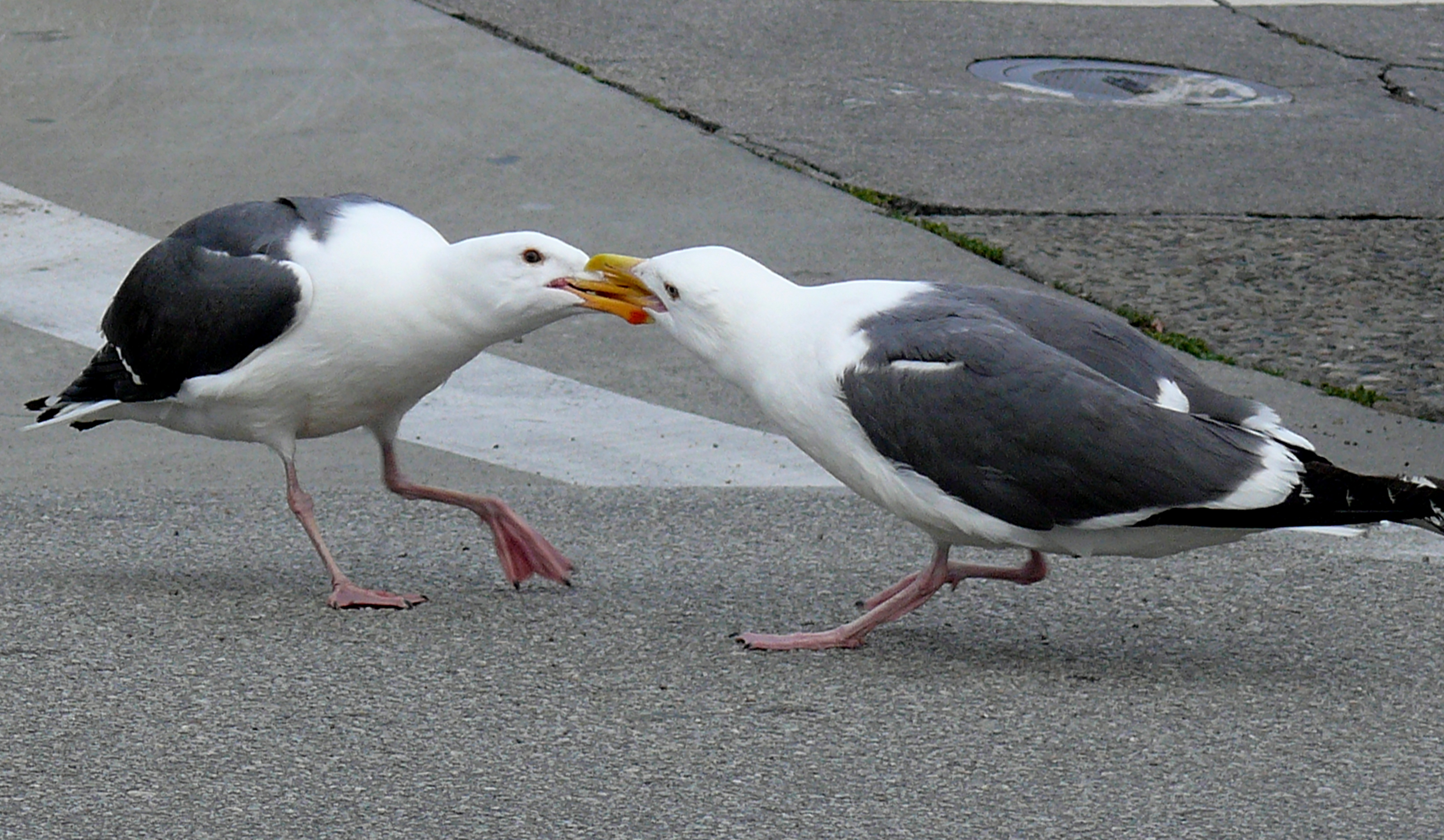